# Coleosperma lacustre
Coleosperma lacustre — вид грибів, що належить до монотипового роду Coleosperma.